# 新现代主义
新現代主義（neo-modernism）是哲學上一個偶發地出現的名詞，是後現代主義的一個分支。新現代主義者主要是要回歸現代主義的先鋒者行為，但回應了後現代主義的批判，否定現代主義的普同性。他們的思想帶有後現代主義的反二元對立和對矛盾的愛好。這種思想，普遍出現在哲學、美學中，從而影響到建築及其他方面的設計。

## 哲學
在哲學上的新現代主義又名布达佩斯学派，是1960年代在卢卡奇影响下形成的一支具有世界性影响的东欧马克思主义流派，代表学者有赫勒（Ágnes Heller）及卡洛斯·埃斯库德（Carlos Escudé），其他知名人物尚有：费赫（Ferenc Fehr）、乔治·马尔库斯（Gyrgy Mkus）、瓦伊达（Mihly Vajda）、塔马斯（G·M·Tams）、弗多尔（Gza Fodor）、拉德洛蒂（Sndor Rdnti）等。新現代哲學植根於溝通理論大師尤尔根·哈贝马斯（Jürgen Habermas）對後現代哲學的批判，主要在於認為道德普遍主義及审辩式思维是人權的兩個必要元素，使人權在某些文化上具有凌駕性。簡而言之，均等主義及相對主義是互相矛盾的。

## 設計
這思想大概在1994年後藝術設計的學院或設計師中成為INDIE地下文化共同意識型態思想。現時新現代主義在香港方面的理論有陳祖龍創的哲學星座學派（造型/色彩/音階）心理結構。強調在其中心中的邊緣事件，在其自身內而非其自己的革命性設計女性公式容格的阿尼瑪政治設計學。新現代主義主要以強調大量的單色，還有回應色彩和造型對心理上的要求。（造型/色彩/音階）都有他們自己的原型意象，設計目的是給出能有交往的事件情景，強調交往共同體，追求一種像說明文的詩。用直接的表達，但背後沒有原因的方式設計行動，哲學星座說明這主要設計目的要人們追問行動的原因，但背後沒有原因來設計，這就是容格的阿尼瑪原型有政治色彩的設計學。外國方面的文化有如EMO文化的造型設計。

## 建築

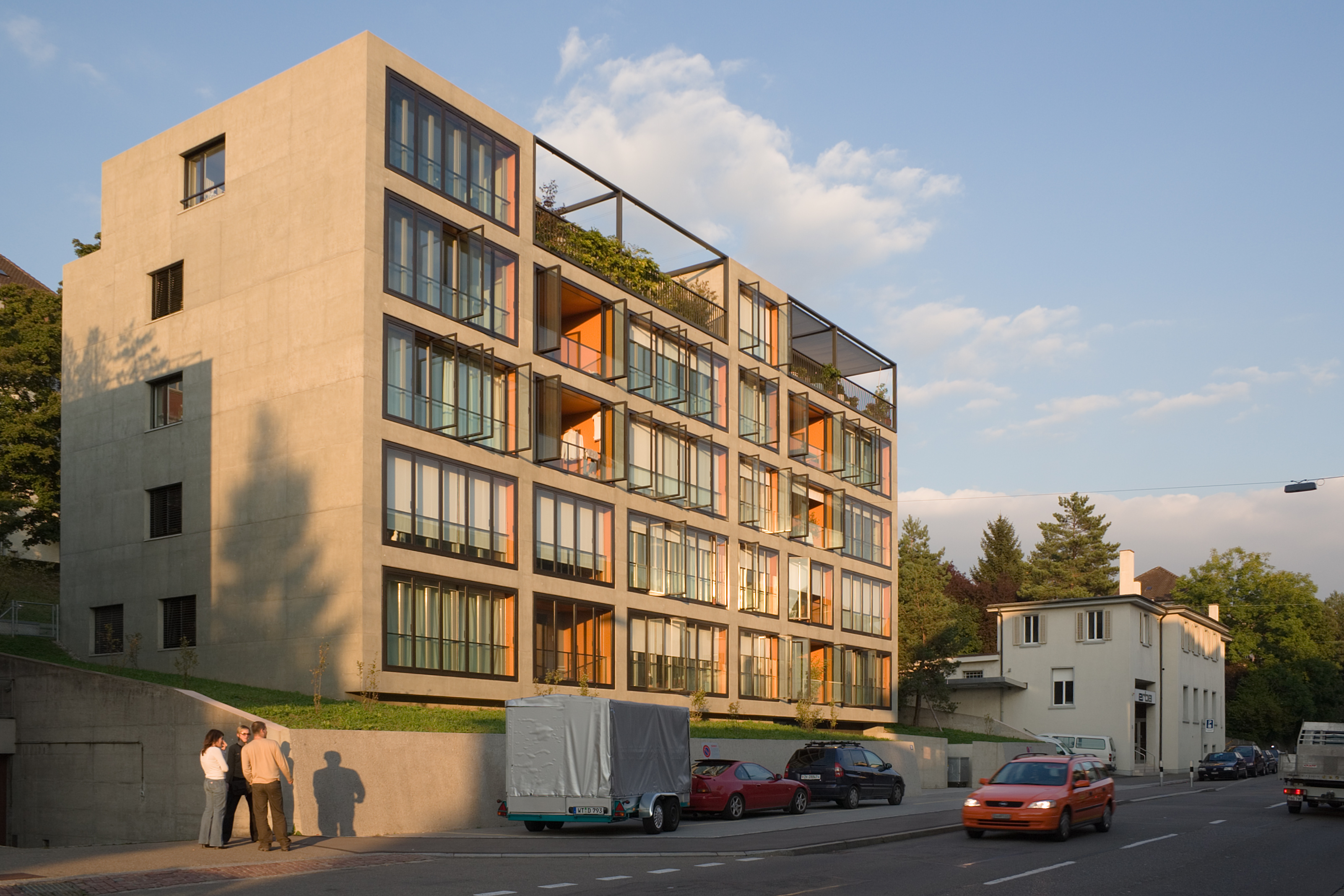
位於瑞士蘇黎世的新現代主義建築。

新現代建築是一種從20世紀末期到21世紀初的建築風格，最早在1965年出現。新現代建築透過新的簡約而平民化的設計而對後現代建築的複雜建築結構及折衷主義的回應，是一種對現行建築風格的反思。

## 文學
在文學方面，新现代主义，也称为现代派诗群，源自于1953年由纪弦所创办的《现代诗》季刊。
《现代诗》成立之后，形成了有郑愁予、羊令野、杨唤、林泠、元思等参加的诗人群，在这个基础之上，纪弦提出了现代派的自由诗运动口号，并大力推动新现代主义诗歌运动的发展。
新现代主义是1930年代的中国现代派诗群的延续，同时也标志着台湾现代诗歌运动的崛起。

## 參看
- 現代主義 - 後現代主義
- 解構主義 - 結構主義 - 後結構主義
- 反美學 - 審美人類學
- 設計運動
- 新現代主義建築（Neomodern）
- 新現代文學
- 哲學星座- 陳祖龍